# Брозовська Міна
Брозовська Міна (14 липня 1877, Німеччина — † 17 лютого 1965, Гербштадт) — німецька антифашистка, перша почесна громадянка Кривого Рогу.

## Життєпис
У 1933–1945 зберегла таємницю прапора з Кривого Рогу. У липні 1945 зустріла з ним підрозділ Червоної Армії. Виховала шістьох синів, які боролися з нацистським режимом.

## Нагороди
- золотий знак Демократичної спілки жінок НДР
- медаль К. Цеткін
- орден «За заслуги перед Батьківщиною в золоті» (НДР).
- почесна громадянка Кривого Рогу (1964)